# USS Princeton (CVL-23)
Pour les autres navires du même nom, voir USS Princeton.
L’USS Princeton (CVL-23) a été un porte-avions léger de la classe Independence de l'United States Navy pendant la Seconde Guerre mondiale qui a été engagé sur le théâtre Pacifique. Il a été coulé le 24 octobre 1944, au large de la côte est de Luçon au début de la bataille du golfe de Leyte après avoir été touché par un bombardier japonais "Judy".
Ce fut le seul porte-avions de sa classe à avoir été perdu pendant la guerre, et le plus gros porte-avions de la Marine des États-Unis perdu de tous les porte-avions dont la conception n'était pas antérieure à la guerre.

## Conception et caractéristiques
Après le second traité naval de Londres, le General Board de la Marine des États-Unis a défini un nouveau type de porte-avions d'escadre, d'un déplacement prévu de 26 000 tonnes. Ce sera la classe Essex. La construction de onze exemplaires en a été autorisée dès l'été 1940.
Mais, lors de l'attaque de Pearl Harbour, leur mise en service n'était pas escomptée avant dix-huit mois pour les premières unités. Il a alors été décidé, en janvier 1942, de mettre en œuvre un plan de transformation de croiseurs en porte-avions, solution qui avait été étudiée mais n'avait pas été retenue jusqu'alors. Encore en octobre 1941, le General Board n'avait pas voulu donner suite à une telle demande émanant du président Roosevelt lui-même. Neuf grands croiseurs légers, de la classe Cleveland, dont quatre étaient en construction au moment de l'attaque de Pearl Harbor, ont été transformés en porte-avions. Ils ont constitué la classe Independence. Le second croiseur à être ainsi transformé, qui devait s'appeler Tallahassee (CL-61), est devenu le porte-avions USS Princeton (CV-23), quatrième navire du nom à commémorer la bataille de Princeton livrée dans le New Jersey, par le général Washington en 1777,.
Ces porte-avions légers conservaient leur coque d'origine, de 600 pieds (182,88 m) de long, à la ligne de flottaison, protégée par une ceinture blindée atteignant 5 pouces (127 mm), surmontée d'un pont d'envol large de 32,7 m, et d'un hangar de type « ouvert », doté de deux ascenseurs axiaux, et de deux catapultes. Pour accroître la stabilité, deux caissons extérieurs (bulges) ont été fixés à la coque (ce qui en a accru la largeur de 1,5 m, la portant à 21,8 m), pour compenser l'augmentation du poids dans les hauts, et lestés de ciment à bâbord pour équilibrer le petit îlot sur tribord surmonté d'un mât en treillis, avec une grue à l'avant.
 Ils gardaient leurs machines de croiseur, quatre chaudières Babcock & Wilcox alimentant des turbines à engrenages Westinghouse entraînant 4 hélices. Leur puissance de 100 000 ch assurait une vitesse maximale de 33 nœuds. Ils étaient dotés de quatre petites cheminées latérales à tribord.
Une artillerie de 4 pièces simples de 127 mm/38 Mk12, installée sur les premières unités a été retirée en raison de son poids excessif dans les hauts. La DCA rapprochée, comprenant deux affûts quadruples et 9 affûts doubles de 40 mm Bofors et 40 affûts simples de 20 mm Oerlikon, était dirigée par neuf postes de conduite de tir équipés de radars.
Ils pouvaient mettre en œuvre 44 appareils, et pouvaient en transporter le double en configuration de transport d'aviation. Leur parc aérien a compris initialement 24 “Wildcats” et 9 “Avengers”, puis ultérieurement, il n'y eut plus que des chasseurs, l'USS Independence devenant le premier « porte-avions de nuit », spécialisé pour faire opérer des chasseurs de nuit.

## Opérations dans le Pacifique

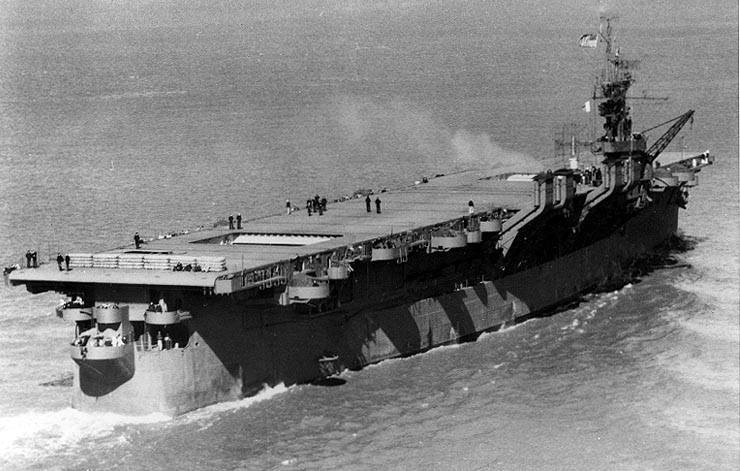
L'USS Princeton en essais dans l'Atlantique à la fin mars 1943

Lancé le 18 octobre 1942, avec pour marraine la femme du président de l'université de Princeton, armé pour essais (en anglais : commissionned) en février 1943, l'USS Princeton est reclassé porte-avions léger (CVL-23) le 15 juillet pendant ses essais dans l'Atlantique. Il arrive à Pearl Harbor en août 1943, et intègre la Task Force 11, avec laquelle il couvre l'occupation de l'île Baker, îlot inhabité à l'est des îles Gilbert, où les Américains vont construire à partir de septembre, une piste d'aviation.

### Le bombardement de Rabaul (novembre 1943)
Après être allé, avec la TF 15, bombarder Makin et Tarawa, l'USS Princeton rejoint à la fin octobre, à Espiritu Santo, aux Nouvelles-Hébrides, la TF 38, commandée par le contre-amiral Sherman, pour appuyer le débarquement sur Bougainville. Avec l'arrivée à Rabaul de plusieurs croiseurs lourds japonais à la suite de la bataille de la baie de l'Impératrice Augusta, la TF 38 est envoyée procéder au bombardement de Rabaul,
le 5 novembre 1943. Malgré les défenses anti-aériennes redoutables de cette base, les croiseurs Atago, Takao, Maya et Mogami y sont endommagés. Le 11, la TF 38 reclassée TG 50.4 retourne, avec l'appui du TG 50.3, bombarder Rabaul, qui n'aura plus ensuite aucun rôle opérationnel,. Après avoir participé, toujours dans la TF 50, au bombardement du terrain d'aviation de Nauru, le 19 novembre, l'USS Princeton gagne le Chantier Naval du Puget Sound  à Bremerton sur la côte ouest des États-Unis, d'où il repart le 3 janvier 1944, pour rallier à Hawaï les porte-avions rapides de la TF 50, redésignée TF 58 et placée aux ordres du contre-amiral Mitscher.

### Des Marshall aux Mariannes (janvier-juillet 1944)
Au sein du TG 58.4, l'USS Princeton participe aux bombardements préparatoires à l'attaque des îles Marshall, contre les terrains d'aviation japonais, notamment Taroa, dans l'atoll de Maloelap, et Wotje (29-31 janvier). En février, alors que les autres Task Groups de la TF 58 sont allés bombarder Truk, il a couvert le débarquement à Eniwetok (opération Catchpole), où sera installée une base avancée de soutien de la Flotte du Pacifique jusqu'à l'occupation d'Ulithi à la fin septembre.
En mars , alors que l'USS Saratoga quitte le TG 58.4, pour rejoindre jusqu'à la mi-mai la Flotte britannique d'Orient et opérer contre Sabang et Sourabaya, l'USS Princeton rejoint le TG 58.3, avec lequel il va aller, à la fin mars, dans l'archipel des Carolines, bombarder les Palaos à l'ouest et Yap à l'est. Rentré à Majuro, puis après s'être réapprovisionné à Espiritu Santo, il met le cap, à la mi-avril, sur la Nouvelle-Guinée, pour couvrir l'attaque de Hollandia (21 avril) et bombarder au retour Truk (29-30 avril) et Ponape, le 1er mai,.
Rentré à Pearl Harbor, il en repart, à la fin mai, pour Majuro, pour aller attaquer les Mariannes (opération Forager). Il participe à partir du 11 juin, aux bombardements des terrains d'aviation japonais situés à Saipan, Tinian, Guam, Pagan et Rota, où 60% des avions qui s'y trouvent sont détruits. Le 15 juin, trois divisions américaines débarquent à Saipan, mais la TF 58 doit aller affronter le 19 et le 20 juin, en mer des Philippines, les forces navales japonaises qui y subissent une très lourde défaite. L'USS Princeton y prend sa part avec 30 avions abattus par son aviation embarquée et trois par son artillerie anti-aérienne. Après être allé se réapprovisionner à Eniwetok, il couvre dans la deuxième quinzaine de juillet, les débarquements à Guam et à Tinian.

### À l'attaque des Philippines (septembre-octobre 1944)
Lorsqu'à la fin août l'amiral Halsey a succédé à l'amiral Spruance comme commandant des forces navales du Pacifique central, désormais désignées comme la IIIe Flotte, le contre-amiral Sherman a reçu le commandement du TG 38.3, dont faisait partie l'USS Princeton.
Dans le cadre de la préparation de l'attaque des Philippines, les porte-avions rapides de la TF 38 ont au début septembre bombardé les terrains d'aviation japonais de Mindanao et des Visayas, puis à la mi-septembre, ils ont couvert les débarquements dans les Palaos à Peleliu et Angaur. Au début octobre, ils ont effectué sur Okinawa, Luçon et Formose, des bombardements qui ont donné lieu à des combats aériens violents, et ont considérablement affaibli l'aviation japonaise basée à terre,.
Dès qu'a été repérée une force navale japonaise très importante (cinq cuirassés et une dizaine de croiseurs) en route pour aller attaquer les forces américaines qui avaient débarqué le 20 octobre dans le golfe de Leyte, les porte-avions de la IIIe Flotte ont été déployés au large de la côte orientale des Philippines. Le TG 38.3, le plus au nord, se trouvait le 24 au matin à une centaine de kilomètres en mer des Philippines, à la latitude de Manille dont les aérodromes ont été attaqués. Mais c'était le seul Task Group à avoir été repéré dans la nuit par les Japonais.
Trois vagues d'avions de la 1re flotte aérienne du contre-amiral Ōnishi ont été, vers 8 heures repérées au radar, dont une d'au moins 60 appareils, dans le 240.
Sept chasseurs “Hellcat” de l'USS Essex (VF-15) s'interposent et au terme d'un violent combat aérien d'une heure et demi, le commander McCampbell qui commandait le groupe établit le record de 9 victoires en une journée. 16 autres au moins sont à mettre au compte de ses coéquipiers et les assaillants japonais sont dispersés par les chasseurs de tous les porte-avions du Task Group. Les pertes de l'aviation japonaise ont été très importantes, le contre-amiral Sherman les a estimées à 120 appareils, soit autant que la moyenne des pertes qui ont été infligées à l'aviation embarquée japonaise pendant les principales batailles aéronavales de 1942.

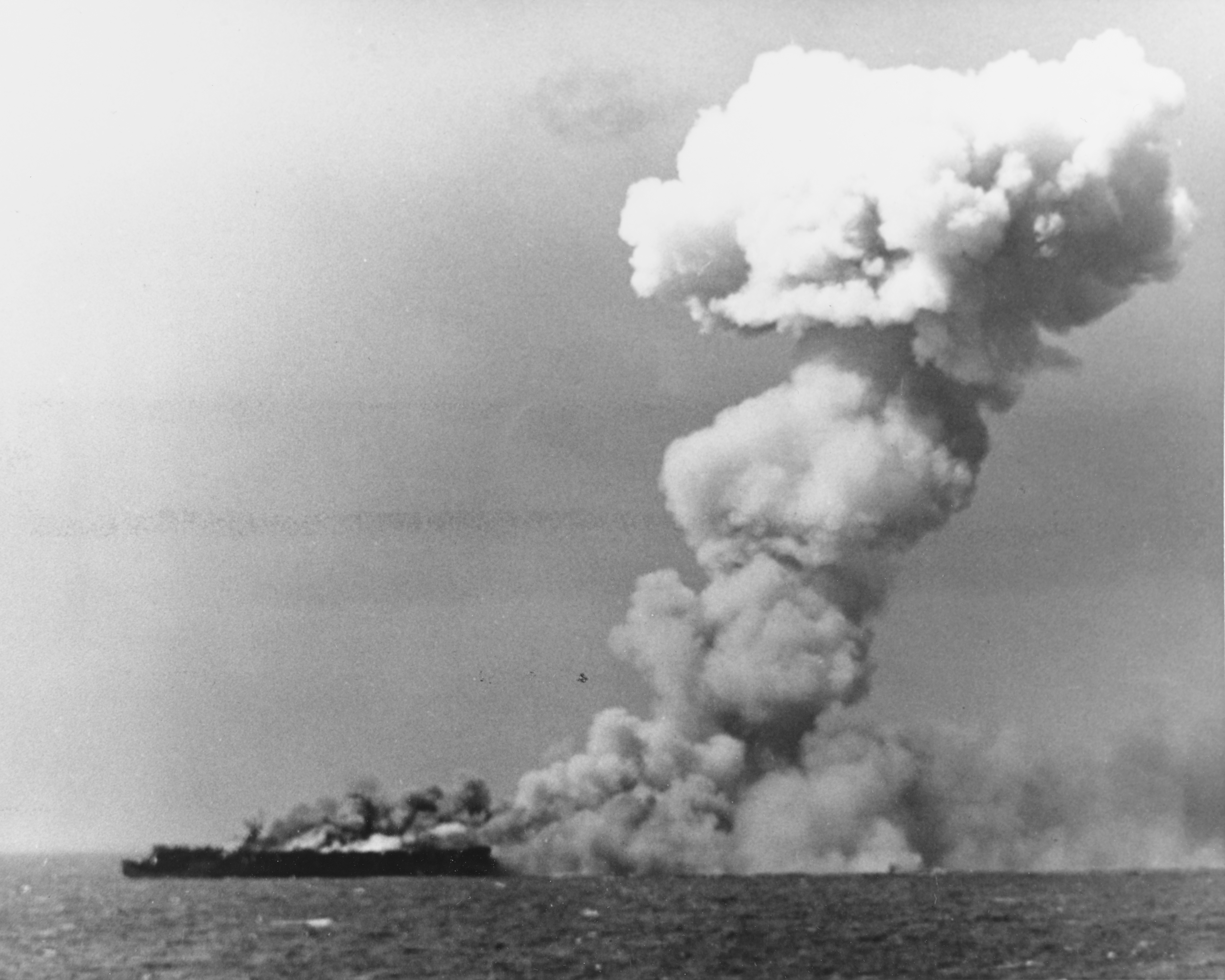
L'USS Princeton, touché par un bombardier japonais, le 24 octobre, est secoué à par une violente explosion.

Mais à 9 h 38, jailli d'un nuage, un bombardier "Judy" (il sera abattu peu après par deux “Hellcats”) place une bombe de 250 kg sur l'USS Princeton. L'impact provoque un incendie qui fait exploser dans le hangar des avions remplis d'essence et prêts à être hissés sur le pont d'envol. À 10 h, une violente explosion immobilise le porte-avions, qui reste cependant dans ses lignes d'eau. Les équipes de sécurité vont s'affairer toute la matinée, Le captain Buracker (en) qui le commande fait évacuer une partie de l'équipage. Croiseurs et destroyers se portent au secours du navire immobilisé.

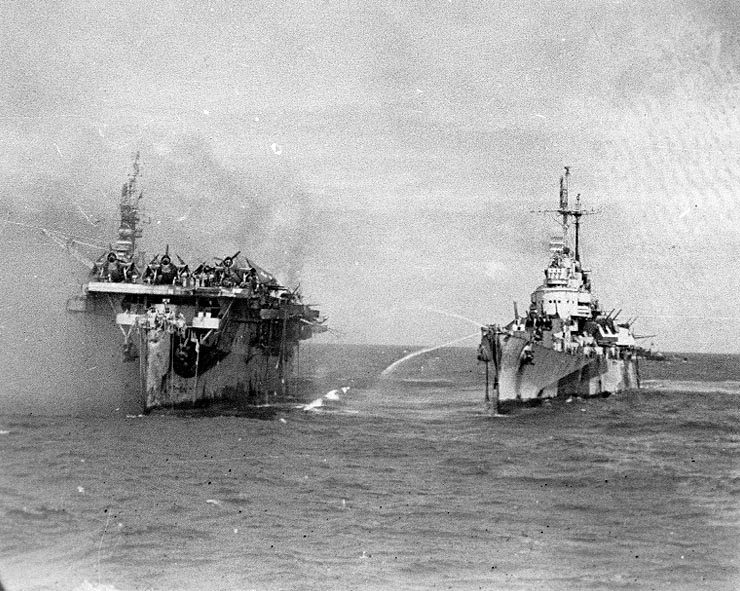
En portant assistance à l'USS Princeton, le grand croiseur léger a subi plus de pertes que n'en a eues le porte-avions léger.

Les équipes de sécurité de l'USS Princeton et de plusieurs bâtiments du TG 38.3, en particulier du grand croiseur léger USS Birmingham, se sont efforcées de venir à bout des incendies qui ravageaient le porte-avions léger. Elles paraissaient près d'arriver à leurs fins quand, à 15 h 25, une énorme explosion dans le magasin de munitions arrière provoqua des pertes considérables (229 tués et 420 blessés) sur les ponts de l'USS Birmingham qui se trouvait alors presque bord à bord avec le porte-avions. Au même moment, l'aviation embarquée du TG 38.3 repoussait une nouvelle attaque aérienne contre l'USS Essex qui en réchappa de peu.
Peu après 16 h 40, lorsque sont arrivés les premiers messages signalant que des porte-avions japonais avaient été repérés à l'est de la côte nord de Luçon, le vice-amiral Mitscher a signalé au contre-amiral Sherman « en vue d'un contact au nord », et pour redonner toute sa capacité d'évolution à son Task Group, de saborder l'USS Princeton; ce dont s'est acquitté l'USS Reno vers 17 h 45, après plusieurs tentatives infructueuses du destroyer USS Irwin. Un peu après 23 h, les forces légères qui avaient été avariées en participant au soutien de l'USS Princeton ont mis le cap vers Ulithi. Le captain Inglis, commandant de l'USS Birmingham a signalé au contre-amiral Sherman « Essaierons de revenir aussitôt que possible. Au revoir, bonne chance. Frappez les fort pour nous. ».
L'USS Princeton a eu 108 tués, soit deux fois moins que l'USS Birmingham, et 1 364 rescapés. Il a pour l'ensemble de sa carrière reçu 9 citations , donc avec une étoile d'argent et 4 étoiles de bronze sur le ruban de la médaille de la Campagne Asie-Pacifique
Un mois après la perte du quatrième Princeton, son nom a été donné à la dix-neuvième coque de la classe Essex, qui venait d'être mise sur cale et devait s'appeler Valley Forge, ce sera l'USS Princeton (CV-37). Son premier commandant sera le captain Hoskins qui avait perdu son pied droit sur le précédent Princeton à bord duquel il se trouvait, étant appelé à en prendre le commandement.